# Gusztáv kicsi
A Gusztáv kicsi a Gusztáv című rajzfilmsorozat negyedik évadjának első része.

## Rövid tartalom
Gusztáv alacsony és ráadásul főnök. Minden igyekezete ellenére sem nő, ezért beosztottjait kerti törpékkel helyettesíti.

## Alkotók
- Rendezte: Jankovics Marcell, Kovács István
- Írta: Jankovics Marcell
- Dramaturg: Lehel Judit
- Zenéjét szerezte: Pethő Zsolt
- Operatőr: Henrik Irén
- Kamera: Cselle László
- Hangmérnök: Bársony Péter
- Vágó: Czipauer János
- Tervezte: Rofusz Ferenc
- Háttér: Csonka György
- Rajzolta: Szabó Árpád
- Színes technika: Kun Irén
- Gyártásvezető: Doroghy Judit
- Produkciós vezető: Imre István

A Magyar Televízió megbízásából a Pannónia Filmstúdió készítette.